# Aeropuerto Metropolitano de Stockton

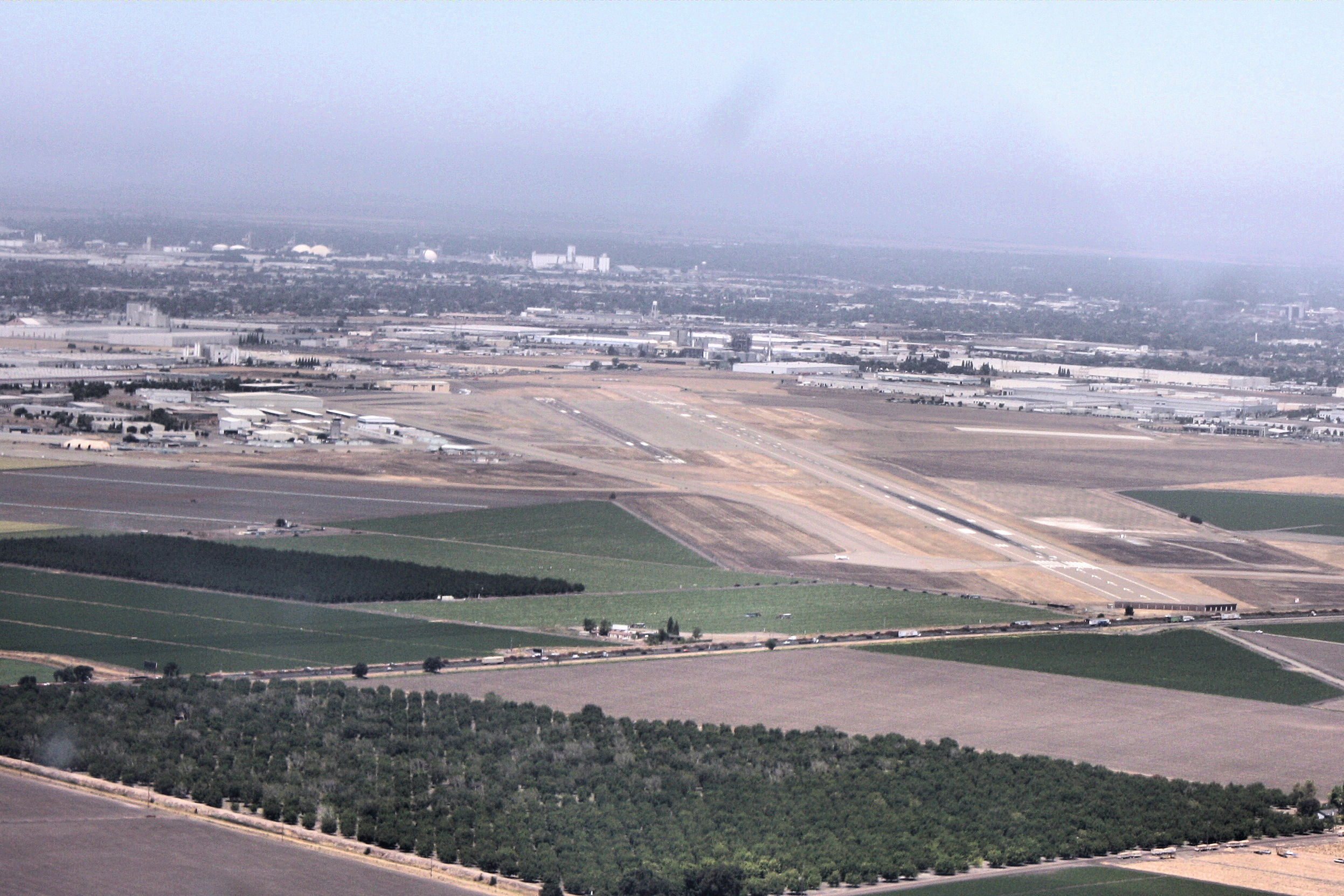
Vista aéra del aeropuerto.

El Aeropuerto Metropolitano de Stockton o el Stockton Metropolitan Airport (IATA: SCK, OACI: KSCK, FAA LID: SCK) es un aeropuerto público localizado a 3 millas (5 km) al sureste del Distrito Central (CBD) de Stockton, una ciudad del condado de San Joaquín, California, Estados Unidos.
El Plan Nacional de Sistemas Aeroportuarios Integrados lo clasificó como un aeropuerto de servicio comercial primario.  Los registros de la Administración Federal de Aviación indican que tuvo 36,935 embarques de pasajeros en el año calendario 2008, 28.368 en 2009 y 50,632 en 2010.

## Historia
El aeropuerto fue una vez el principal aeropuerto del Valle de San Joaquín, pero como otros aeropuertos estadounidenses de tamaño similar, muchas aerolíneas comerciales dejaron de operar en el aeropuerto. Cuando la aerolínea, America West dejó el aeropuerto, la terminal quedó vacía. En junio de 2006, Allegiant Air empezó a volar a Las Vegas.

## Instalaciones
El Aeropuerto Metropolitano de Stockton abastece un área de 1552 acres (628 ha) y tiene dos pistas de aterrizajes y un helipuerto:
- Pista 11L/29R: 10,650 x 150 ft. (3,246 x 46 m), Superficie: Asfalto
- Pista 11R/29L: 4,454 x 75 ft. (1,358 x 23 m), Superficie: Asfalto
- Helipuerto H1: 70 x 70 ft. (21 x 21 m), Superficie: Concreto[7]

## Aerolíneas y destinos

### Pasajeros
| Aerolíneas    | Destinos                              |
| ------------- | ------------------------------------- |
| Allegiant Air | Denver, Las Vegas, Phoenix–Sky Harbor |

### Carga
| Aerolíneas | Destinos                                     |
| ---------- | -------------------------------------------- |
| Amazon Air | Chicago/Rockford, Cincinnati, Ontario, Tampa |